# Dällikon
Dällikon är en ort och kommun i distriktet Dielsdorf i kantonen Zürich, Schweiz. Kommunen har 4 387 invånare (2023).